# Halvarsnoren
Halvarsnoren är en sjö i Hällefors kommun och Nora kommun i Västmanland och ingår i Göta älvs huvudavrinningsområde. Sjön är 40 meter djup, har en yta på 16,9 kvadratkilometer och är belägen 165 meter över havet. Sjön avvattnas av vattendraget Gullspångsälven (Liälven).

## Delavrinningsområde
Halvarsnoren ingår i det delavrinningsområde (660665-143157) som SMHI kallar för Utloppet av Halvarsnoren. Medelhöjden är 210 meter över havet och ytan är 83,06 kvadratkilometer. Räknas de 157 avrinningsområdena uppströms in blir den ackumulerade arean 2 155 kvadratkilometer. Gullspångsälven (Liälven) som avvattnar avrinningsområdet har biflödesordning 2, vilket innebär att vattnet flödar genom totalt 2 vattendrag innan det når havet efter 321 kilometer. Avrinningsområdet består mestadels av skog (70 procent). Avrinningsområdet har 17,8 kvadratkilometer vattenytor vilket ger det en sjöprocent på 21,4 procent.